# Garai Ferenc
Garai Ferenc, 1892-ig Guttman (Rakamaz, 1876. május 4. – Budapest, 1949. október 18.) újságíró, író.

## Élete
Tanulmányait a Budapesti Tudományegyetem Bölcsészettudományi karán végezte, majd újságíró lett. Először a Pesti Napló, majd tíz évig a Pesti Hírlap belső munkatársaként dolgozott. 1906 és 1939 között a Tolnai Világlapja szerkesztője volt. Egy verseskötete, több regénye és gyermekkönyve jelent meg. Munkatársa volt a Tolnai új világlexikonának.
A Kozma utcai izraelita temetőben nyugszik (15-41-23).

## Főbb művei
- Hamis gyémántok (elbeszélés, Budapest, 1905)
- Dr. Molitorisz rögeszméje (regény, Budapest, 1910; németül is megjelent)
- Kincsem (képes mesekönyv, Budapest, 1910)
- A primadonna (regény)
- A pénz parancsol (regény, Budapest, 1914)